# Storstockholms Lokaltrafik
Storstockholms Lokaltrafik AB (SL) er et offentligt ejet svensk aktieselskab, der står for al landbaseret offentlig transport i Stockholms län.
SL har sin oprindelse i AB Stockholms Spårvägar, en offentlig transport-virksomhed ejet af byen og åbnet i 1915 med det formål at afprivatisere de to uafhængige private sporvognsselskaber og danne et mere effektivt selskab. I slutningen af ??? opkøbte Stockholms Spårvägar også private busselskaber. SL ejes af Stockholms län. 
Den første del af Stockholms Tunnelbana åbnede i 1950. I januar 1967 blev Stockholms Spårvägar omdøbt til Storstockholms Lokaltrafik, da tunnelbanen, lokale tog og busser i Stockholms län blev samlet i én organisation underlagt länsstyrelsen. De forskellige offentlig transportsystemer i länet havde hidtil været varetaget af forskellige organisationer, Statens Järnvägar og private virksomheder ejet af de enkelte kommuner.
Storstockholms Lokaltrafik holdt i 1993 den første udlicitering af kørsel og vedligeholdelse af de forskellige transportsystemer.

## Entreprenører
SL anvender følgende entreprenører: Arriva, Busslink, MTR, Nobina, Roslagståg, Stockholmståg, Stockholms Spårvägar og Veolia Transport. SL Kundtjänst og SL Center bemandes af callcentervirksomheden Goexcellent.
Vedligeholdelse af infrastruktur udbydes også. Blandt de større entreprenører er Infranord AB, Strukton Rail, Eltel Networks og EIAB.